# Yigoga unifica
Yigoga unifica là một loài bướm đêm trong họ Noctuidae.